# واکنش رنگ
واکنش رنگ در شیمی عبارت است از واکنش شیمیایی که به کمک آن یک ترکیب شیمیایی بی رنگ به یک مشتق رنگی که رنگ آن با چشم یا با کمک رنگ‌سنج قابل تشخیص است، تبدیل شود.
غلظت یک محلول بی رنگ را معمولاً نمی‌توان به کمک رنگ‌سنج‌ها بدست آور یک واکنشگر ناب رنگی منجر به یک واکنش رنگی می‌شود آنگاه میزان جذب محصول رنگی را می‌توان با کمک رنگ‌سنج بدست آورد.
تغییر در میزان جذب در بازهٔ فرابنفش را نمی‌توان با چشم غیر مسلح دید اما با کمک یک رنگ‌سنج به خوبی درجه‌بندی شده می‌توان تشخیص داد. برای این منظور باید از رنگ‌سنج‌های ویژه و شیشه سیلیسی استفاده کرد چون رنگ‌سنج‌های استاندارد در زیر طول موج ۴۰۰ نانومتر کار نمی‌کنند.

## واکنشگرهای ناب رنگی
برای تشخیص غلظت مواد گوناگون، واکنشگرهای ناب متفاوتی تولید شده‌است. برای نمونه با کمک واکنشگر ناب نسلر (یولیوس نسلر) می‌توان غلظت یک محلول آمونیاک را بدست آورد.

## کروماتوگرافی لایه‌نازک
در کروماتوگرافی لایه‌نازک (TLC) واکنش‌های رنگ برای شناسایی نقطه‌های مادهٔ ترکیبی استفاده می‌شود که در آن یا ظرف را در واکنشگر ناب غرق می‌کنند یا واکنشگر ناب را روی سطح ظرف افشانه می‌کنند.